# قرار مجلس الأمن التابع للأمم المتحدة رقم 1887
قرار مجلس الأمن التابع للأمم المتحدة رقم 1887، الذي تم تبنيه بالإجماع في 24 سبتمبر 2009، ناقش المجلس عدم الانتشار ومنع انتشار أسلحة الدمار الشامل في العالم.

## تفاصيل
ويسعى المجلس بهذا القرار إلى «عالم أكثر أمناً للجميع وتهيئة الظروف لعالم خالٍ من الأسلحة النووية وفقاً لأهداف معاهدة عدم انتشار الأسلحة النووية، بما يعزز الاستقرار الدولي، وعلى أساس مبدأ الأمن غير المنقوص للجميع». ودعا جميع الدول إلى التقيد بالتزاماتها بموجب معاهدة منع انتشار الأسلحة النووية، بما في ذلك التعاون مع الوكالة الدولية للطاقة الذرية، ودعا الدول إلى اتخاذ تدابير لخفض الأسلحة النووية.

## تبني
وقد تبنى المجلس القرار بالإجماع. باستثناء ليبيا، كان جميع الأعضاء ممثلين برؤساء دولهم أو حكوماتهم. رأس الاجتماع الرئيس الأمريكي باراك أوباما.

### أعضاء مجلس الأمن الدائمين
- الصين: صوت الرئيس هو جينتاو لصالح القرار «من أجل خلق عالم أكثر أمانًا للجميع، يجب علينا أولاً وقبل كل شيء إزالة خطر الحرب النووية.» لكنه شدد على «حق جميع الدول في الاستخدام السلمي للطاقة النووية.»[3]
- فرنسا: شدد الرئيس نيكولا ساركوزي على «انتهاكات» القرارات السابقة من قبل إيران وكوريا الشمالية، والتي «لم تعير أي اهتمام على الإطلاق لما قاله المجتمع الدولي.»
- روسيا: قال الرئيس ديمتري ميدفيديف إن «هدفنا الرئيسي المشترك [كان] حل المشاكل المعقدة في مجال عدم الانتشار ونزع السلاح». وأضاف أن «قضية الطاقة النووية السلمية [تتطلب] اهتماما جادا.»
- المملكة المتحدة: قال رئيس الوزراء غوردون براون إنه «بالاتفاق بالإجماع [...] بقيادة الرئيس أوباما، ومع الخطب العظيمة التي ألقيت حول الطاولة»، كان المجلس «يرسل رسالة موحدة لا لبس فيها وغير منقسمة عبر العالم أن الدول الحائزة للأسلحة النووية والدول غير الحائزة للأسلحة النووية ملتزمة معًا بتهيئة الظروف لعالم خالٍ من الأسلحة النووية.»
- الولايات المتحدة: صرح الرئيس باراك أوباما، الذي ترأس الاجتماع، أن «الأشهر الـ 12 المقبلة [ستكون] حاسمة للغاية في تحديد ما إذا كان هذا القرار والجهود الشاملة لوقف انتشار واستخدام الأسلحة النووية ستنجح».[4]

وعلاوة على ذلك، تم حث البلدان التي لم توقع على معاهدة عدم انتشار الأسلحة النووية على القيام بذلك.

### أعضاء مجلس الأمن المنتخبين
النمسا: قال الرئيس هاينز فيشر إن النمسا «راضية جدًا» عن القرار، لكنه أشار إلى أن «القرارات [لم تكن] كافية» لأن «كل دولة يجب أن تقبل المسؤولية والمشاركة النشطة.»
 بوركينا فاسو: كرر الرئيس بليز كومباوري آراء بقية أعضاء المجلس، معلنا أن «مسألة عدم الانتشار النووي ونزع السلاح [كانت] في صميم المشاكل المتعلقة بصون السلم والأمن الدوليين.»
 كرواتيا: دعا الرئيس ستيبان ميسيتش إلى تعزيز «دور الأمم المتحدة» وذكر أنه «يجب ضمان حق كل بلد في الاستخدام السلمي للطاقة النووية.»
 كوستاريكا: أشار الرئيس أوسكار أرياس سانشيز أنه «لا يبدو من المعقول الحديث عن عالم أكثر أمانًا طالما أنه لم يتم الوفاء بالاتفاقيات القائمة».
 اليابان: رحب رئيس الوزراء يوكيو هاتوياما بالقرار، مشيرًا إلى أن «اليابان [قد] اختارت السير في مسار غير نووي [...] لمنع الحلقة المفرغة لسباق التسلح النووي» ولأنها «باعتبارها الضحية الوحيدة للقصف النووي، لقد [شهدت] المسؤولية الأخلاقية في القيام بذلك».
 ليبيا: قال المندوب الدائم عبد الرحمن محمد شلقم إن ليبيا تريد أن يكون الشرق الأوسط منطقة خالية من الأسلحة النووية ودافع عن حق جميع الدول في تطوير قدراتها على استخدام الطاقة النووية وتخصيب الوقود النووي - ولكن للأغراض السلمية فقط."
 المكسيك: قال الرئيس فيليبي كالديرون إن «المكسيك [كانت] مقتنعة بأن السلام والأمن العالميين [لا يمكن] بناءهما على تكديس الترسانات النووية» وأن القرار «ينبغي أن يكون الخطوة الأولى في دعم جديد لنزع السلاح.»
 تركيا: سلط رئيس الوزراء رجب طيب أردوغان الضوء على أن هناك «حاجة إلى نهج تدريجي ومستدام فيما يتعلق بنزع السلاح النووي» وأعلن أن تركيا تعتقد أن «الدول التي تمتثل بالكامل لالتزاماتها المتعلقة بالضمانات يجب أن تتمتع بالوصول غير المقيد إلى الطاقة النووية المدنية.»
 أوغندا: كرر الرئيس يويري كاغوتا موسيفيني حديث المجلس وشدد على أن «أفريقيا [لم تكن] مهتمة بالأسلحة النووية بل بالطاقة النووية.»
 فيتنام: وأيد الرئيس نجوين مينه ترييت إجماع المجلس، مؤكداً التزام بلاده بعدم الانتشار.